# Pablo Arraya
Pablo Guillermo Arraya (Córdoba, 21 de octubre de 1961) es un tenista argentino nacionalizado peruano. Junto a su hermana Laura Arraya, también tenista, representaron internacionalmente al Perú.
Pablo Arraya ganó 1 título ATP, el de Burdeos y fue finalista en 4 torneos ATP, además fue semifinalista del Masters 1000 de Roma en 1982 y llegó a cuartos de final en ese mismo torneo en 1984. Llegó a estar en el puesto número 29 del ranking ATP el 13 de agosto de 1984 y su mejor puesto en dobles fue el número 85. Representó al Perú en la Copa Davis en el grupo americano. Después de su retiro se dedicó a descubrir nuevos talentos en su Academia de tenis en Key Biscayne Florida. Actualmente es Capitán del Equipo Nacional del Perú en Copa Davis

## Títulos ATP

### Individuales (1)
| Leyenda                |
| Grand Slam (0)         |
| Tennis Masters Cup (0) |
| ATP Tour (1)           |

| N.º | Fecha                    | Torneo  | Superficie    | Oponentes     | Resultado |
| --- | ------------------------ | ------- | ------------- | ------------- | --------- |
| 1.  | 19 de septiembre de 1984 | Burdeos | Tierra batida | Juan Aguilera | 7-5, 7-5  |

#### finalista (4)
| N.º | Fecha                    | Torneo   | Superficie    | Oponentes         | Resultado     |
| --- | ------------------------ | -------- | ------------- | ----------------- | ------------- |
| 1.  | 28 de septiembre de 1981 | Madrid   | Tierra batida | Ivan Lendl        | 3-6, 2-6, 2-6 |
| 2.  | 31 de octubre de 1982    | Burdeos  | Tierra batida | Hans Gildemeister | 5-7, 1-6      |
| 3.  | 11 de diciembre de 1983  | Toulouse | Tierra batida | Heinz Günthardt   | 0-6, 2-6      |
| 4.  | 5 de octubre de 1986     | Palermo  | Tierra batida | Ulf Stenlund      | 2-6, 3-6      |

### Dobles (1)
| N.º | Fecha                    | Torneos | Superficie    | Pareja          | Oponentes                 | Resultado     |
| --- | ------------------------ | ------- | ------------- | --------------- | ------------------------- | ------------- |
| 1.  | 12 de septiembre de 1983 | Palermo | Tierra batida | José Luis Clerc | Tian Viljoen Danie Visser | 1-6, 6-4, 6-4 |